# 高那崎

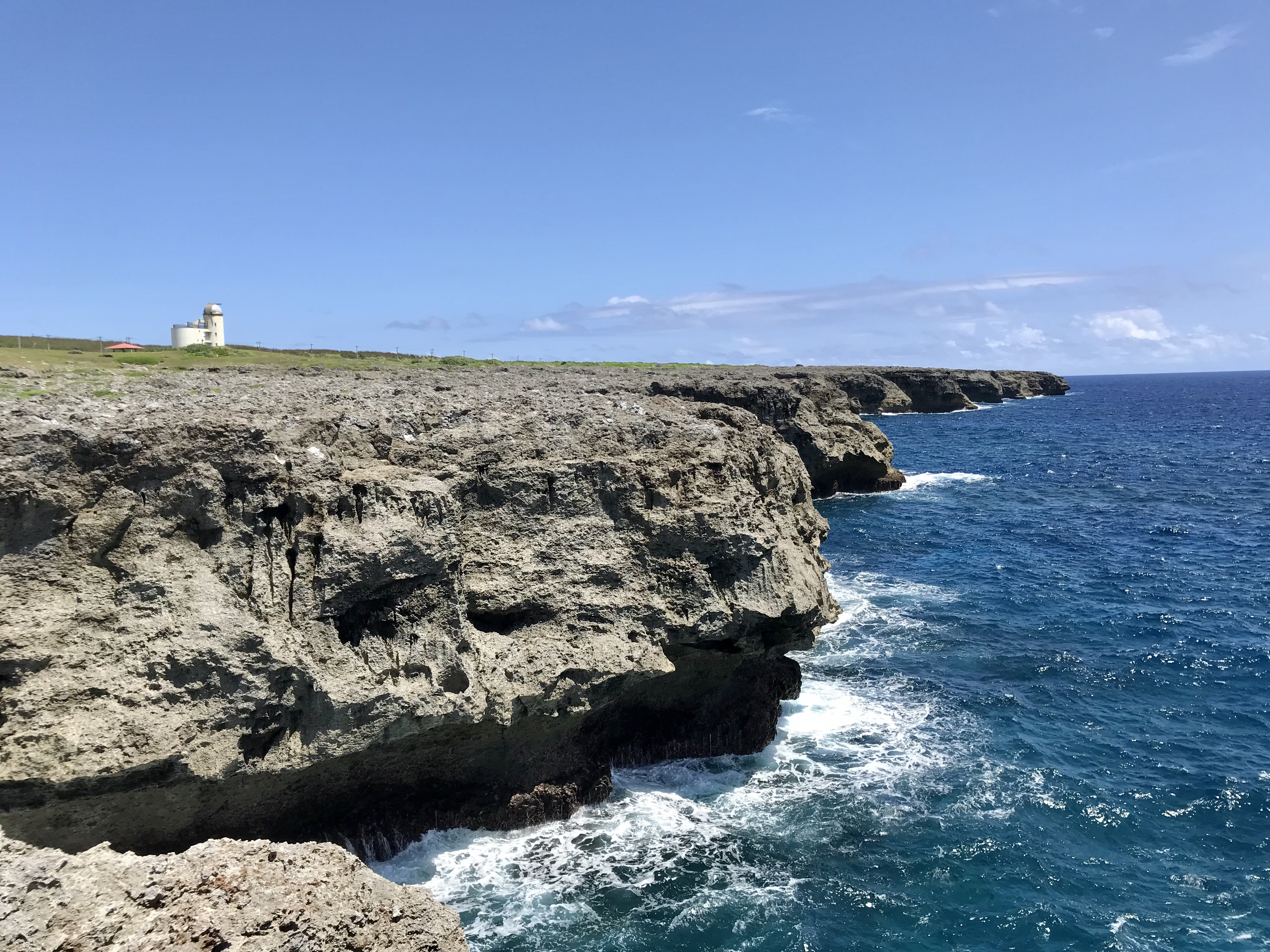
高那崎

高那崎（たかなざき、八重山語: タカナザシ）は、八重山列島の波照間島（沖縄県八重山郡竹富町字波照間）南東部にある岬である。

## 地理
波照間島の東南部には高さ十数メートルの琉球石灰岩の海食崖が約1 kmにわたって続いており、高那と呼ばれる景勝地になっている。崖上には幅約200 mのカッレンフェルトが広がり、その内陸側は芝の生えた砂丘になっている。西表石垣国立公園の公園計画で高那崎を含む一帯が高那崎園地とされているのをはじめ、一般にはこの岬の付近一帯を高那崎と呼ぶことが多い。
波照間島は、民間人が通常は訪れることの出来ない無人島である沖ノ鳥島（東京都小笠原村）を別にすれば、一般的な交通手段で訪れることが可能な日本最南端の島であり、高那崎は一般に日本最南端の岬とされる。ただし、波照間島の正確な最南端は、高那崎から西南西に約1.5 kmの北緯24度02分44秒、東経123度47分18秒の地点にある。国土地理院の地図ではこの地点に名称は付されていない。岬から西南西に約800 m、最南端の地点から東北東に約700 mの位置には、日本最南端を示す様々な石碑やモニュメントが建立されている。

## 歴史
1972年3月には砂丘帯に波照間飛行場が建設され、沖縄航空のセスナ機による石垣島線が開設されたが、翌1973年にオーバーラン事故を起こして路線は廃止となり、その後、1976年に場所を変えて新たに波照間空港が建設された。

## 主な石碑・モニュメント

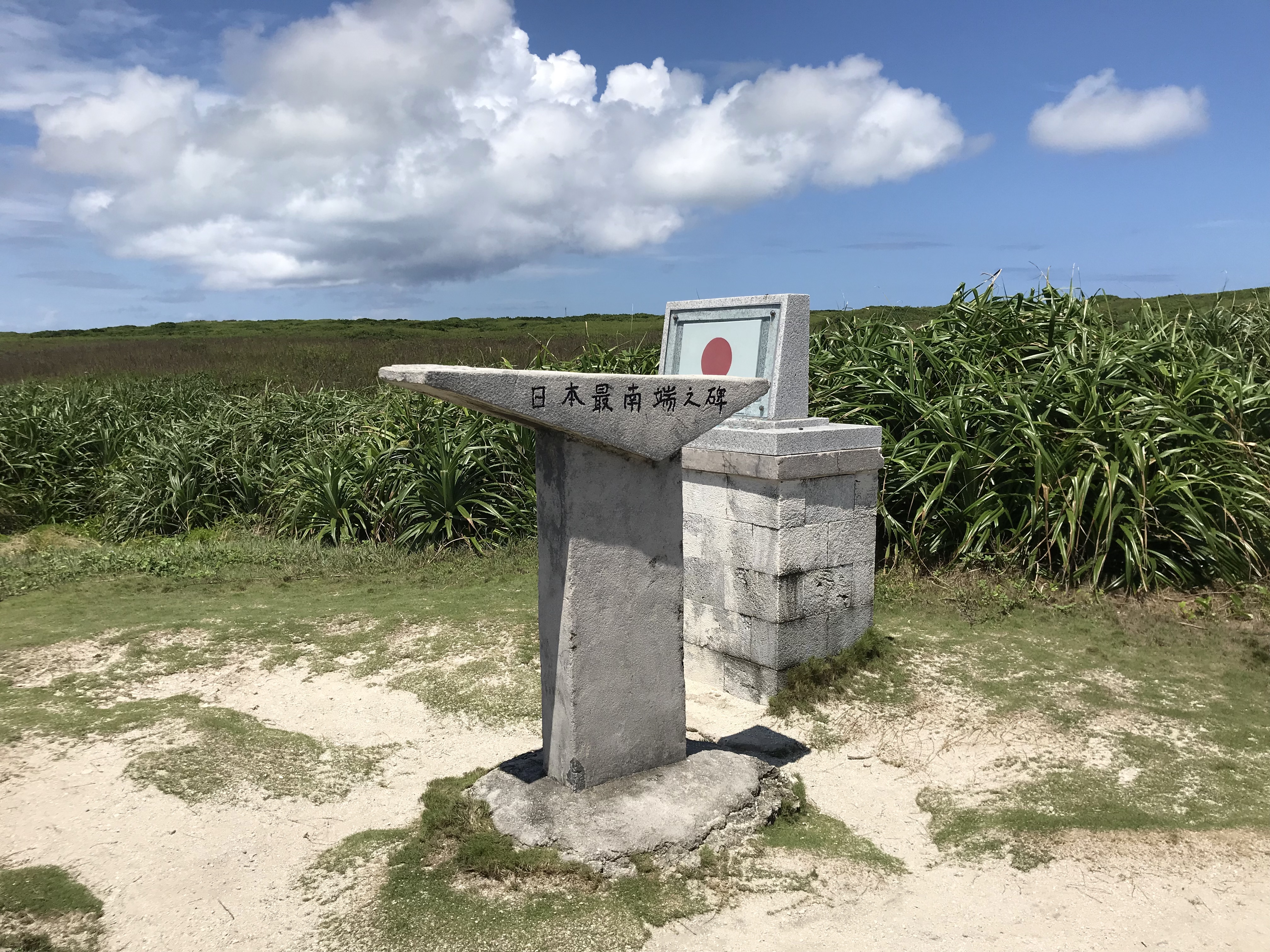
日本最南端之碑（左）と聖寿奉祝の碑（右）

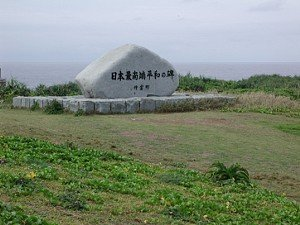
日本最南端平和の碑

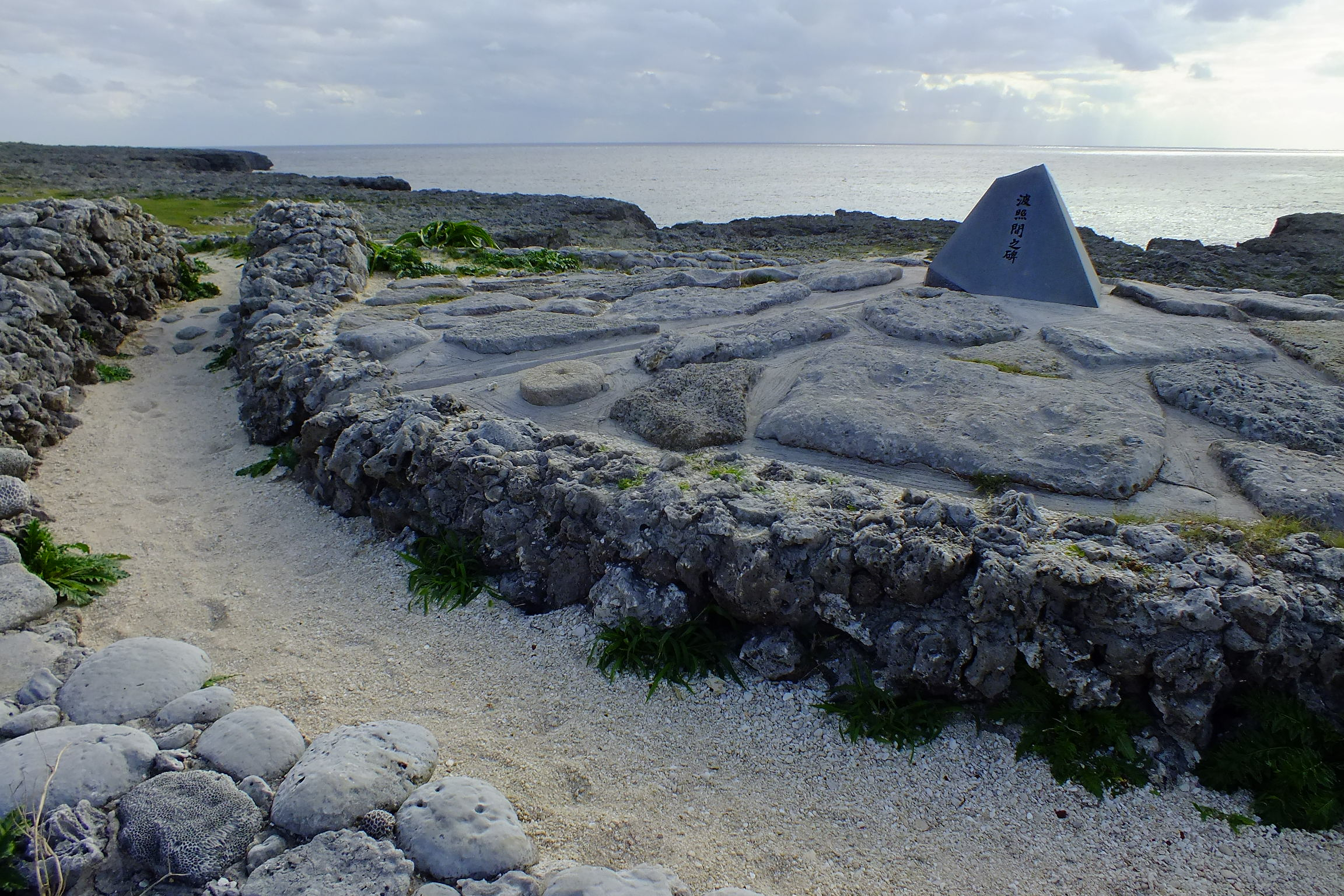
波照間之碑

### 日本最南端之碑
沖縄返還（1972年（昭和47年））前の1970年（昭和45年）、北海道から日本縦断の旅を敢行した学生が旅の終着点として到達した当地にアルバイトで稼いだ費用を投じて建設したコンクリート製の記念碑。柱の上部に三角形の銘標が固定されており、銘標の両面に「日本最南端之碑」と刻まれている。

### 日本最南端平和の碑
1995年（平成7年）に竹富町が終戦50年を記念して建立した碑で、同年8月15日に除幕式が行われた。この碑の周辺約3万m2には、国の沖縄コミュニティ・アイランド事業のひとつとして、屋外ステージ等を有する多目的交流広場が整備されると共に、波照間島星空観測タワーが建設され、1994年（平成6年）5月18日に落成している。

### 波照間之碑
1972年（昭和47年）に南方同胞援護会や神道青年全国協議会（神青協）等の複数の団体が沖縄返還を記念して建立した石碑。この碑に続く歩道は日本の全47都道府県から集められた石を使い2匹の大蛇が交差する形に造られている。デザインは象設計集団による。

### 聖寿奉祝の碑
日章旗のレリーフをはめ込んだ碑で、波照間之碑の建立後に神青協によって建てられた。神青協は1977年（昭和52年）に沖縄の本土復帰5周年を記念して国旗掲揚塔を建立したが、風雨に晒され国旗の損傷が激しいため、これに代わり、社団法人国旗協会の後援を得て、1985年（昭和60年）に昭和天皇在位60年を記念して「聖寿奉祝の碑」を建立した。日本最南端之碑と隣り合っているが、両碑に直接の関連はない。2018年（平成30年）、日章旗の赤い日章の部分に4ヶ所の傷が付けられているのが発見された。